# Sowa jarzębata
Sowa jarzębata (Surnia ulula) – gatunek średniej wielkości ptaka drapieżnego z rodziny puszczykowatych (Strigidae), zamieszkujący Eurazję i Amerykę Północną. Nie jest zagrożony.

## Systematyka
Jest to jedyny przedstawiciel rodzaju Surnia. Wyróżnia się trzy podgatunki: S. ulula tianschanica, S. ulula ulula i S. ulula caparoch. Populacje syberyjskie, wydzielane dawniej do podgatunku pallasi, włączono do podgatunku nominatywnego.

## Występowanie
Zamieszkuje tajgę i lasotundrę północnej Eurazji (od Norwegii po Kamczatkę i Sachalin) oraz Ameryki Północnej (głównie Kanada i Alaska). Ostatnio południowa granica zasięgu przesuwa się ku północy. Osiadła, ale niekiedy odbywa niewielkie wędrówki na południe, zwłaszcza gdy brakuje pokarmu.
W Polsce pojawia się przede wszystkim w okresie zimowym. W XIX wieku oraz pierwszej połowie XX wieku zalatywała nielicznie, ale regularnie. Obecnie pojawia się sporadycznie – do 2021 Komisja Faunistyczna Sekcji Ornitologicznej Polskiego Towarzystwa Zoologicznego potwierdziła około 49 stwierdzeń ptaków tego gatunku na terenie kraju. Pojedyncze osobniki obserwowano m.in.: w czerwcu 1970 (na Wolinie), od grudnia 2002 do marca 2003 (koło Białowieży), od końca października 2006 do marca 2007 (na Bagnach Biebrzańskich, a następnie u ujścia Wisły) oraz w listopadzie 2013 w miejscowości Pniewo w powiecie pułtuskim. W grudniu 2021 roku zaobserwowano ją w gminie Krynki na Podlasiu. W innych państwach Europy Środkowej również widywana głównie zimą, przeloty trwają od października do stycznia.
Poszczególne podgatunki zamieszkują:
- S. ulula tianschanica Smallbones, 1906 – środkowa Azja do północnych Chin i północnej Mongolii
- S. ulula ulula (Linnaeus, 1758) – północna Eurazja
- S. ulula caparoch (Statius Müller, 1776) – północna część Ameryki Północnej

## Charakterystyka

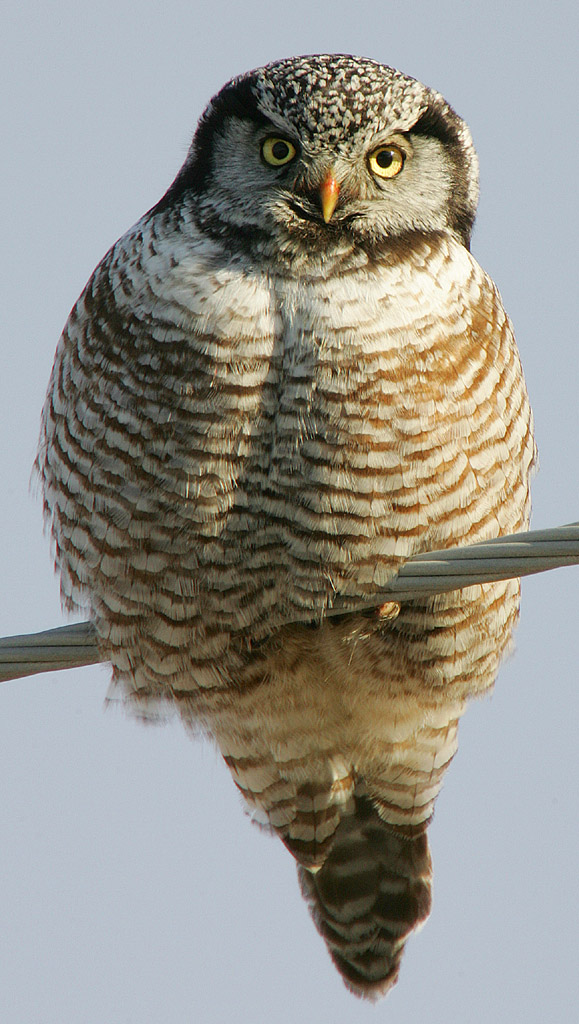
Sowa jarzębata

### Wygląd zewnętrzny
Sylwetka smukła z długim ogonem i stosunkowo małą głową (jak na sowę). Skrzydła krótkie, spiczaste. W locie przypomina krogulca, ale odróżnia się większą głową. Obie płci ubarwione jednakowo. Duża, wyraźna szlara, w pobliżu dzioba szara, dalej ku bokom głowy przechodzi w białą, zaś na skraju ciemna. Oczy żółte. Wierzch ciała ciemnobrązowy, pokryty białymi plamami, które układają się w nieregularne, poprzeczne pasy. Na barkówkach duża, jasna plama. Pierś i brzuch białe z gęstym, cienkim poprzecznym prążkowaniem, które nadaje sowie „jarzębaty” (jastrzębiowaty) wygląd. Lotki brązowe pokryte białymi plamami. Ogon długi, z poprzecznymi białymi prążkami. Dzięki długim sterówkom może manewrować w trakcie lotu między gęstwinami. Nogi silnie opierzone. Na karku jasny rysunek imitujący oczy, sprawiający wrażenie „drugiej twarzy”.

Poprzez aktywność w dzień, dość długi ogon przypomina nieco jastrzębia, choć sylwetką w locie sokoła.

### Rozmiary
długość ciałaok. 38–40 cm
rozpiętość skrzydełok. 78–80 cm

### Masa ciała
ok. 280–370 g

### Głos
Alarmuje cienkim „kikiki...”, podobnym do głosu sokoła. Terytorialny śpiew (wydawany przez samca na wiosnę, zarówno w dzień, jak i w nocy) to dźwięczne, wibrujące trele, przypominające ćwierkanie lub bulgotanie.

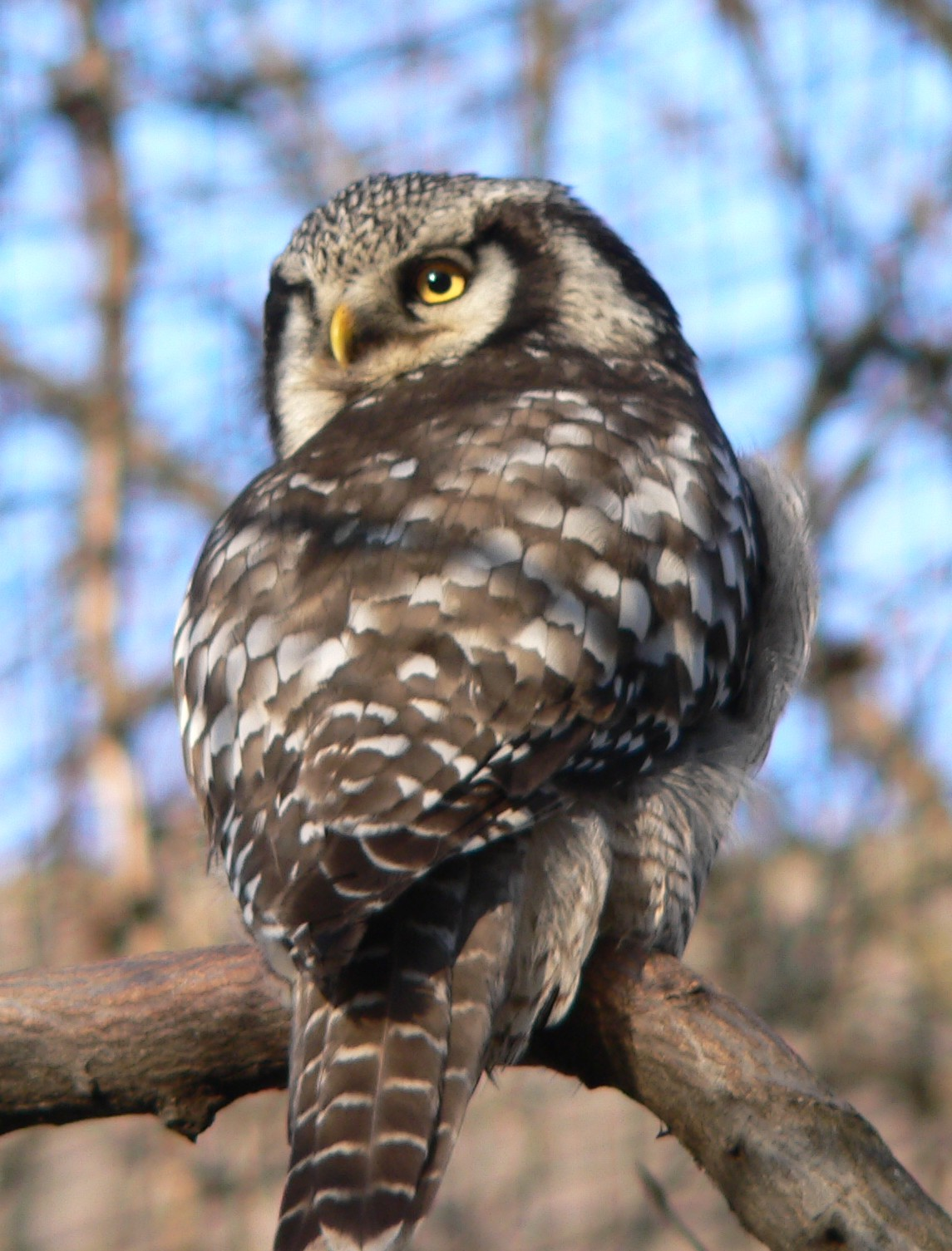
Sowa jarzębata siada często na suchym konarze i wypatruje gryzoni

### Zachowanie
Aktywna głównie za dnia (zresztą na północy zasięgu latem noce nie są ciemne). Gdyby, jak większość sów, polowała tylko o świcie i zmierzchu, nie zdążyłaby w czasie krótkich polarnych nocy zebrać odpowiedniej ilości pokarmu dla swojego wygłodniałego potomstwa. Lot prostolinijny, z naprzemiennym szybowaniem i dynamicznymi uderzeniami skrzydeł. Często siedzi na czubku drzewa, obserwując teren. Przyjmuje wtedy postawę wyprostowaną i kiwa ogonem. Nietowarzyska, przebywa głównie samotnie lub z partnerem lęgowym. Mało płochliwa. Ze względu na zamieszkiwanie bezludnych przestrzeni sowa ta nie doznała złych doświadczeń z ludźmi i objawia to ufnością, co można zauważyć na zimowiskach, gdzie jest obojętna wobec obserwatorów. 

## Środowisko
Tajga i inne świetliste lasy iglaste, a także mieszane i brzozowe, zwłaszcza na stokach górskich. Zazwyczaj zwarty drzewostan graniczy z otwartymi przestrzeniami: doliną rzeczną, torfowiskiem, pogorzeliskiem, porębą czy przecinką. Widywana też na łąkach i torfowiskach. Na południowym skraju zasięgu występuje również w lasach górskich.

Zauważenie jej jest o tyle łatwe, że odpoczywa na wyeksponowanych elementach terenu jak słupy, wierzchołki drzew. To miejsca, z których wypatruje zdobyczy i gdy ją zauważy, znienacka atakuje.

## Pożywienie
Gryzonie, w czasie sezonu wegetacyjnego głównie lemingi i norniki, a zimą drobne ptaki wielkości drozda, ze względu na gorzej dostępne drobne ssaki. Wyjątkowo chwyta też płazy i ryby. Poluje z zasiadki podobnie jak jastrząb, również w dzień. Gdy czatuje, jest pochylona do przodu i miarowo kręci ogonem. Doskonały słuch pozwala sowie jarzębatej upolować gryzonie poruszające się pod pokrywą śniegu.

## Lęgi

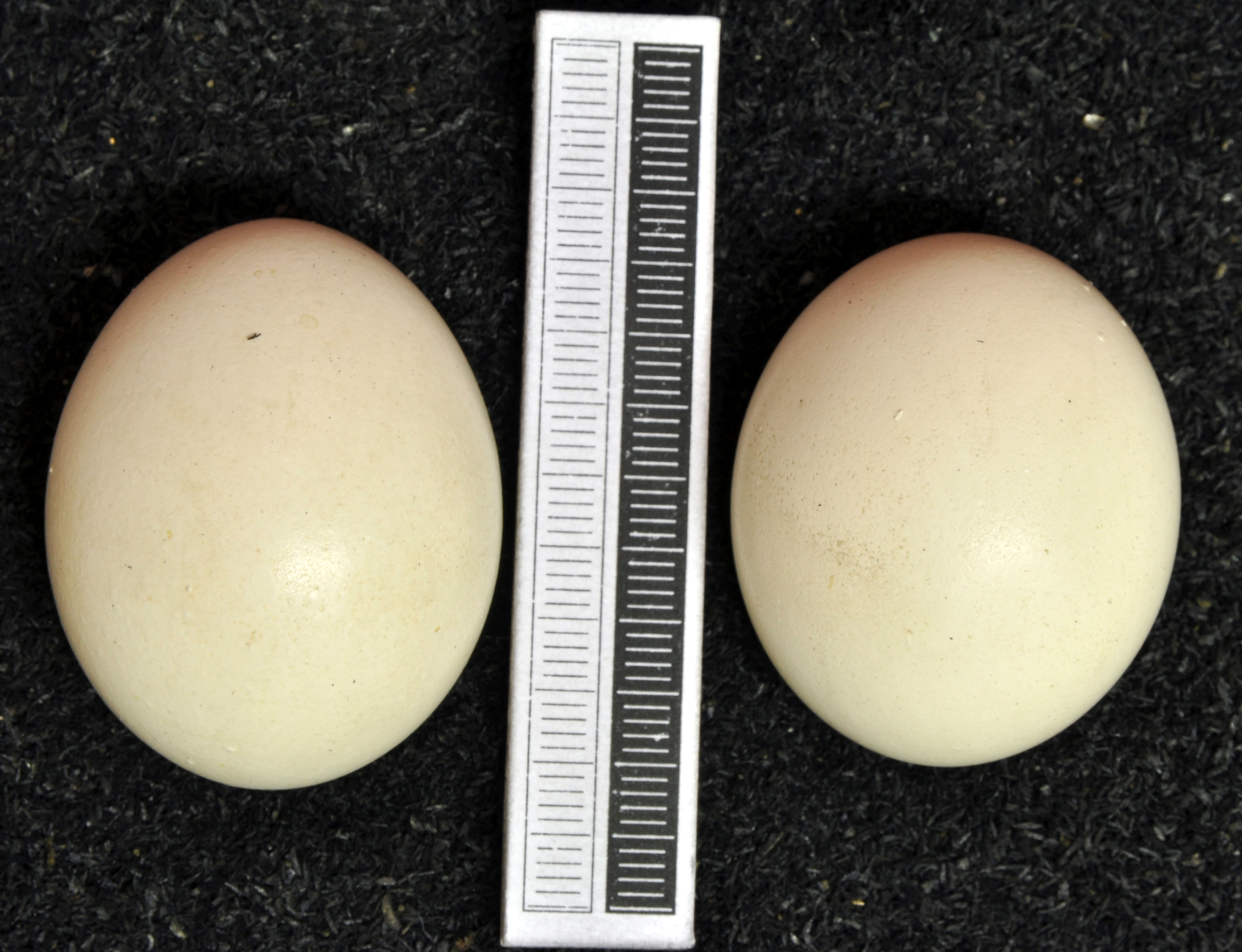
Jaja z kolekcji muzealnej

Wyprowadza jeden lęg w roku, od kwietnia do początku maja. Podczas sezonu lęgowego pary są monogamiczne.

### Toki
Jeszcze długo przed stopieniem śniegu samica i samiec nawzajem nawołują się głośno oraz wykonują specyficzne loty godowe.

### Gniazdo
W obszernej dziupli, naturalnej lub po dzięciole czarnym, albo na szczycie złamanego drzewa i w większych opuszczonych ptasich gniazdach. Sowa jarzębata sama nie buduje gniazd.

### Jaja i wysiadywanie
Samica składa 5–13 białych jaj w odstępach 1–2 dniowych. Ich ilość w lęgu zależy od zasobności okolicy w pokarm. Jaja są wysiadywane począwszy od pierwszego jaja przez ok. 25–30 dni wyłącznie przez samicę, która jest w tym czasie karmiona przez samca.

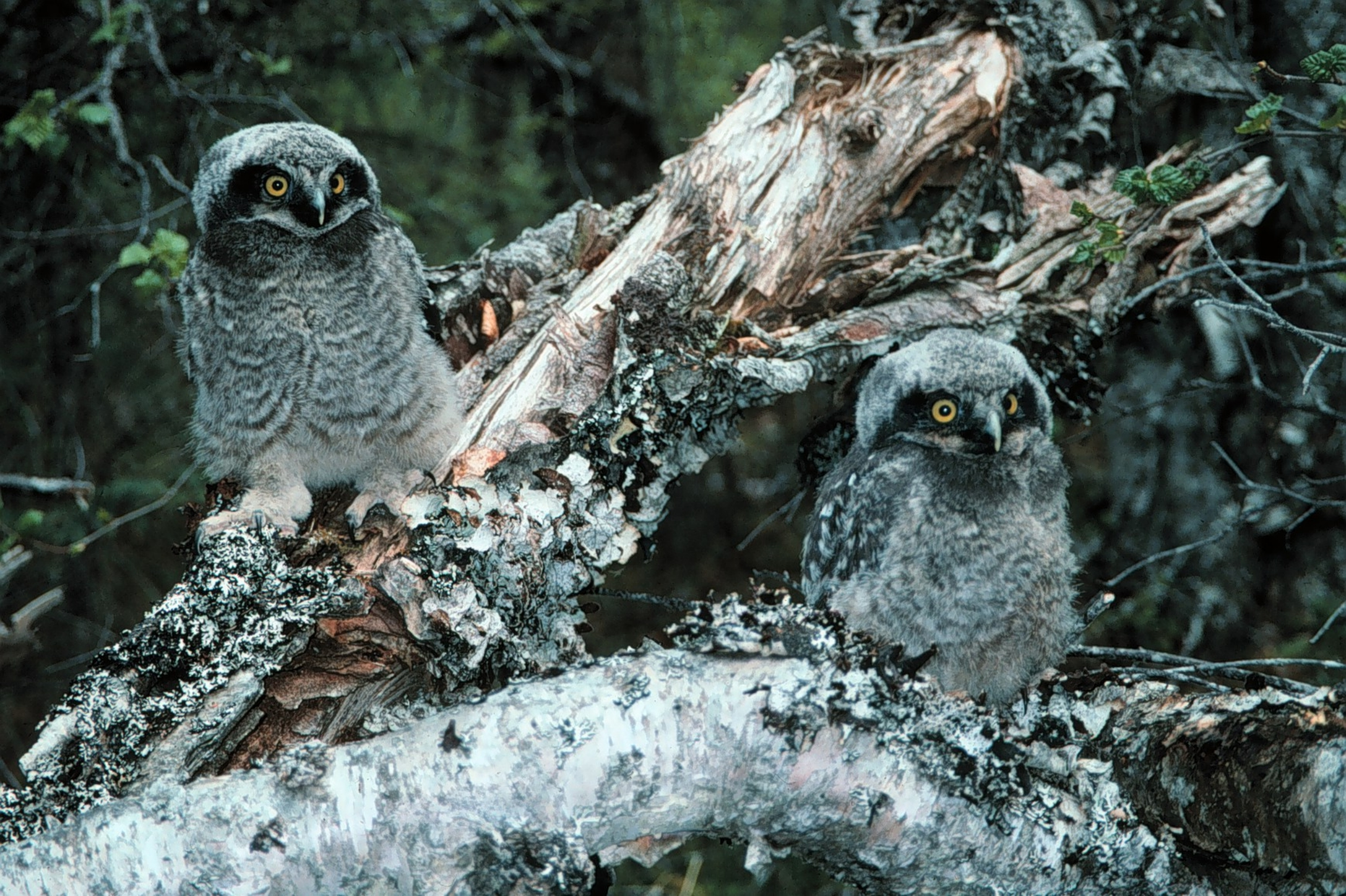
Pisklęta sowy jarzębatej

### Pisklęta
Pisklęta nie wykluwają się jednocześnie, opuszczają gniazdo po ok. 23–30 dniach. W wieku 5–6 tygodni potrafią już latać. Mają gęsty puch, zmieniają go już w trakcie pobytu w gnieździe. Właściwe upierzenie zyskują po miesiącu i wtedy te z piskląt, które wcześniej się wylęgły, latają po okolicy, choć nadal są karmione przez rodziców. Młodsze w tym czasie mogą jeszcze przesiadywać w gnieździe. Pod koniec sierpnia usamodzielniają się. Dojrzałość płciową osiągają pod koniec pierwszego roku życia.

## Status i ochrona
Międzynarodowa Unia Ochrony Przyrody (IUCN) uznaje sowę jarzębatą za gatunek najmniejszej troski (LC – Least Concern) nieprzerwanie od 1988 roku. Liczebność światowej populacji wstępnie szacuje się na 100–500 tysięcy dorosłych osobników. Globalny trend liczebności populacji uznawany jest za stabilny, ale fluktuujący w zależności od dostępności pożywienia.
Na terenie Polski gatunek ten jest objęty ścisłą ochroną gatunkową.